# Sillerkölen
Sillerkölen är ett naturreservat i Älvdalens kommun i Dalarnas län.
Området är naturskyddat sedan 2011 och är 414 hektar stort. Reservatet angränsar till reservatet Vedungsfjällen och består av urgammal tallskog och i anslutning till bäckar och Lissån finns gransumpskog. 